# Саразм
Сара́зм — древнейшее поселение оседлых народов Центральной Азии, живших с четвертого тысячелетия до конца третьего тысячелетия до нашей эры. В 2010 году включен в список объектов Всемирного наследия. Расположен на территории Таджикистана в 15 км к западу от районного центра Пенджикент, на левом берегу реки Зеравшан. Большую историческую и культурную ценность представляют хорошо сохранившиеся дворцовые и культовые сооружения, общественные и жилые строения. На месте раскопок были найдены металлические и каменные изделия, а также многочисленные украшения изготовленные из драгоценных камней и обработанных морских раковин. Поселение расположено в пределах Бактрийско-Маргианского археологического комплекса. Разрушение поселения по времени совпадает с вторжением на эту территорию кочевых арийских племён. Название «Саразм» происходит от таджикского словосочетания «сари замин» (начало земли).

## История открытия

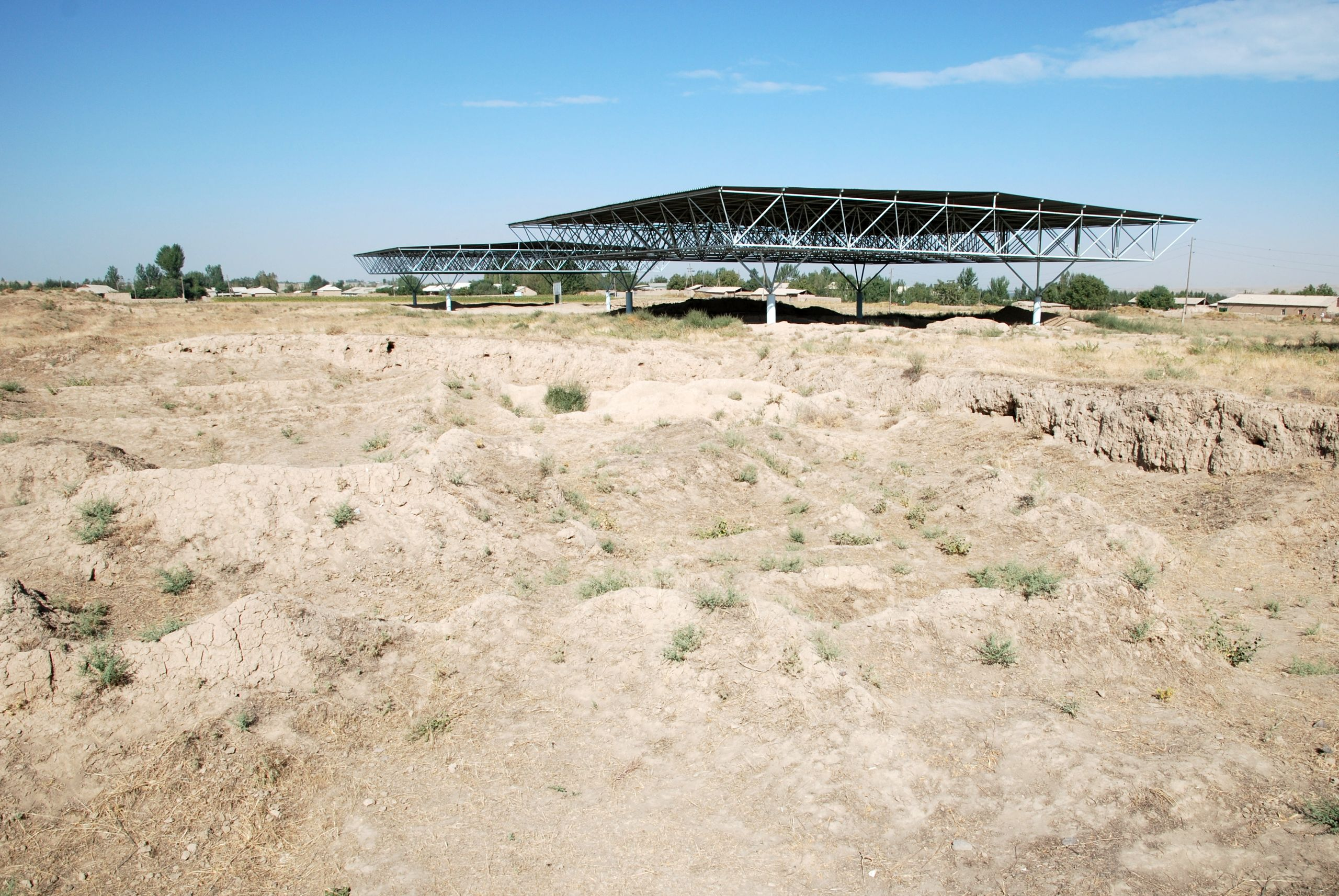
Саразм

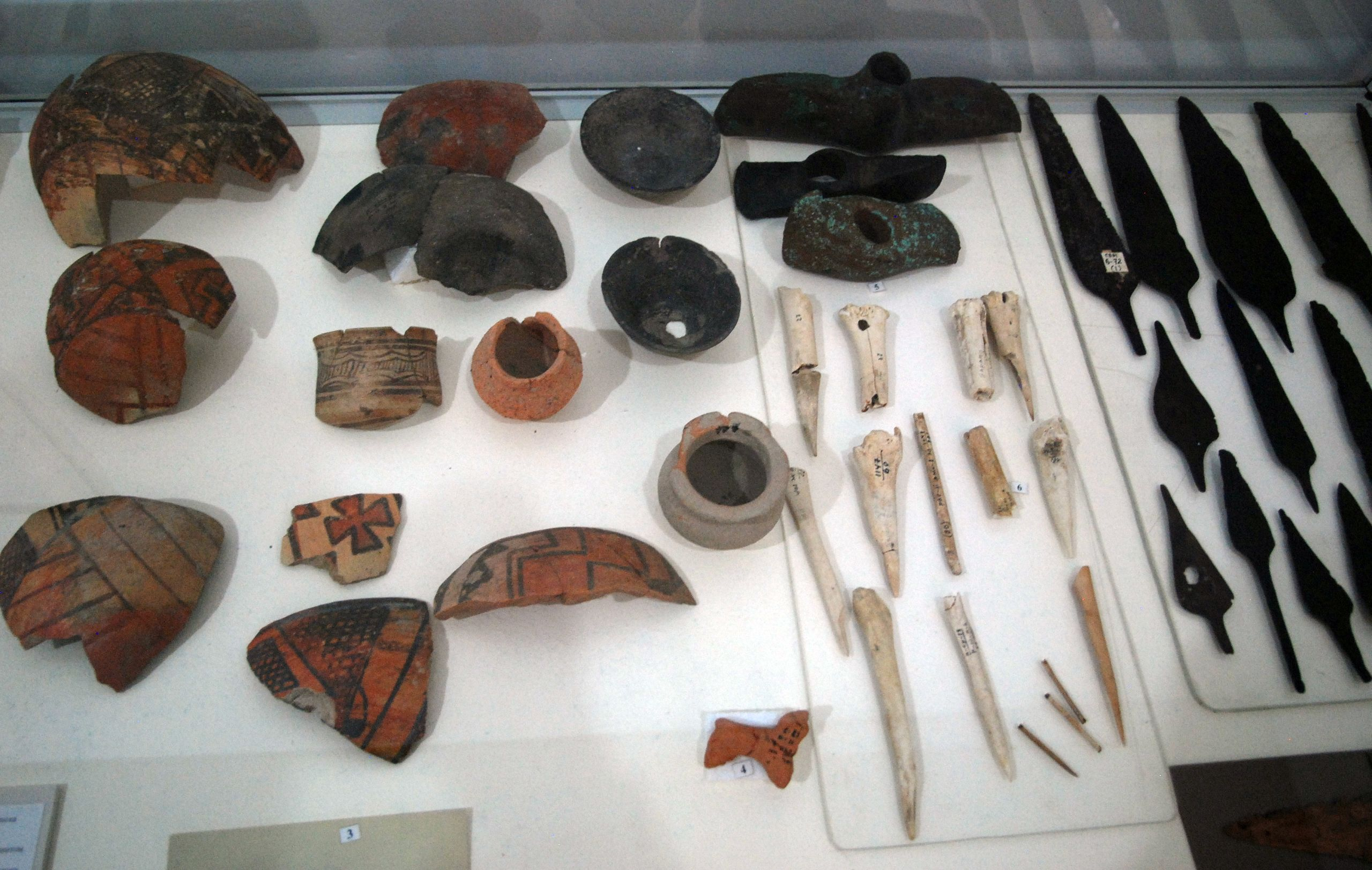
Артефакты, раскопанные в Саразме

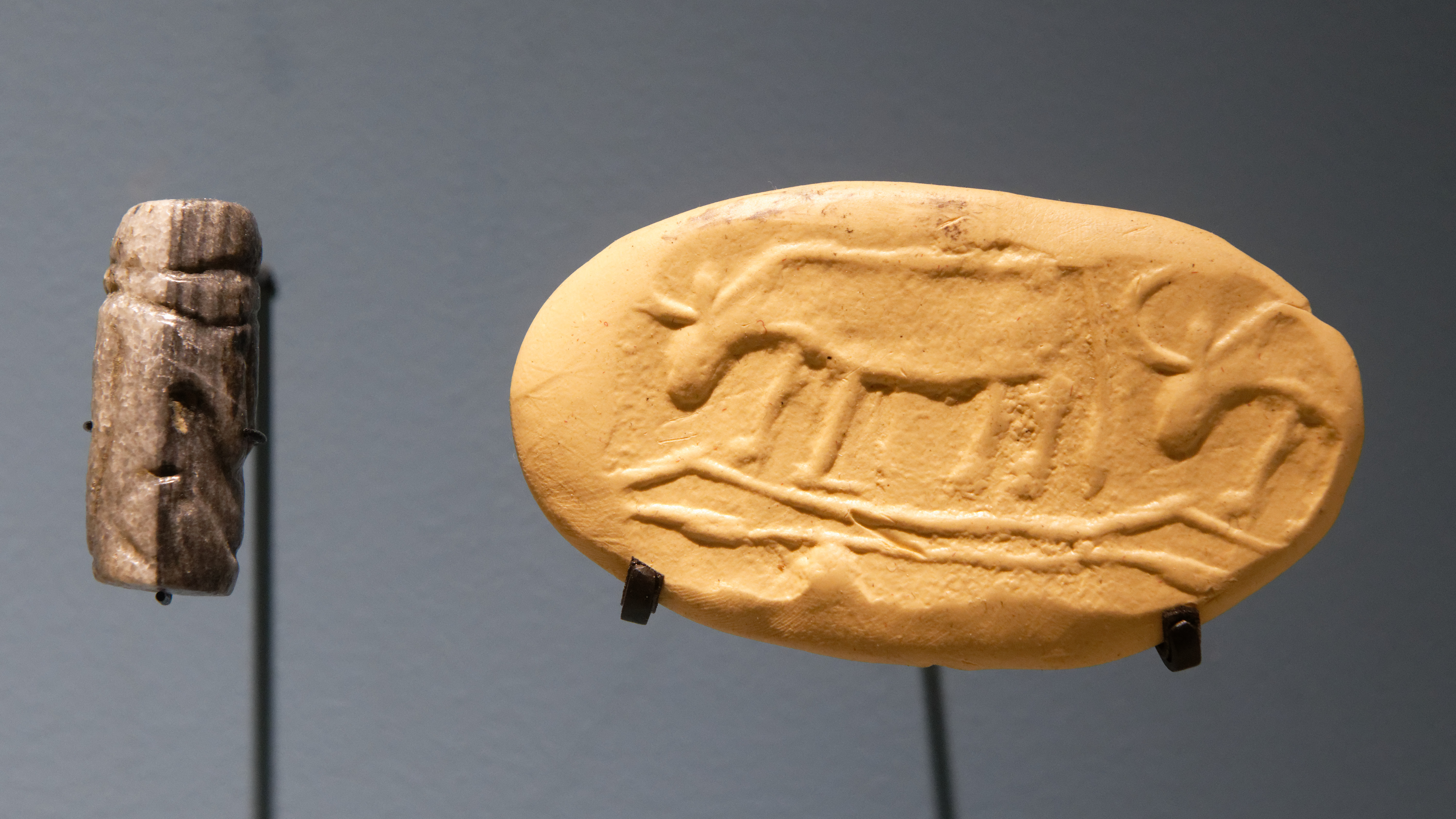
Цилиндровая печать, Саразм, Таджикистан, конец 4-го тысячелетия до н. э.

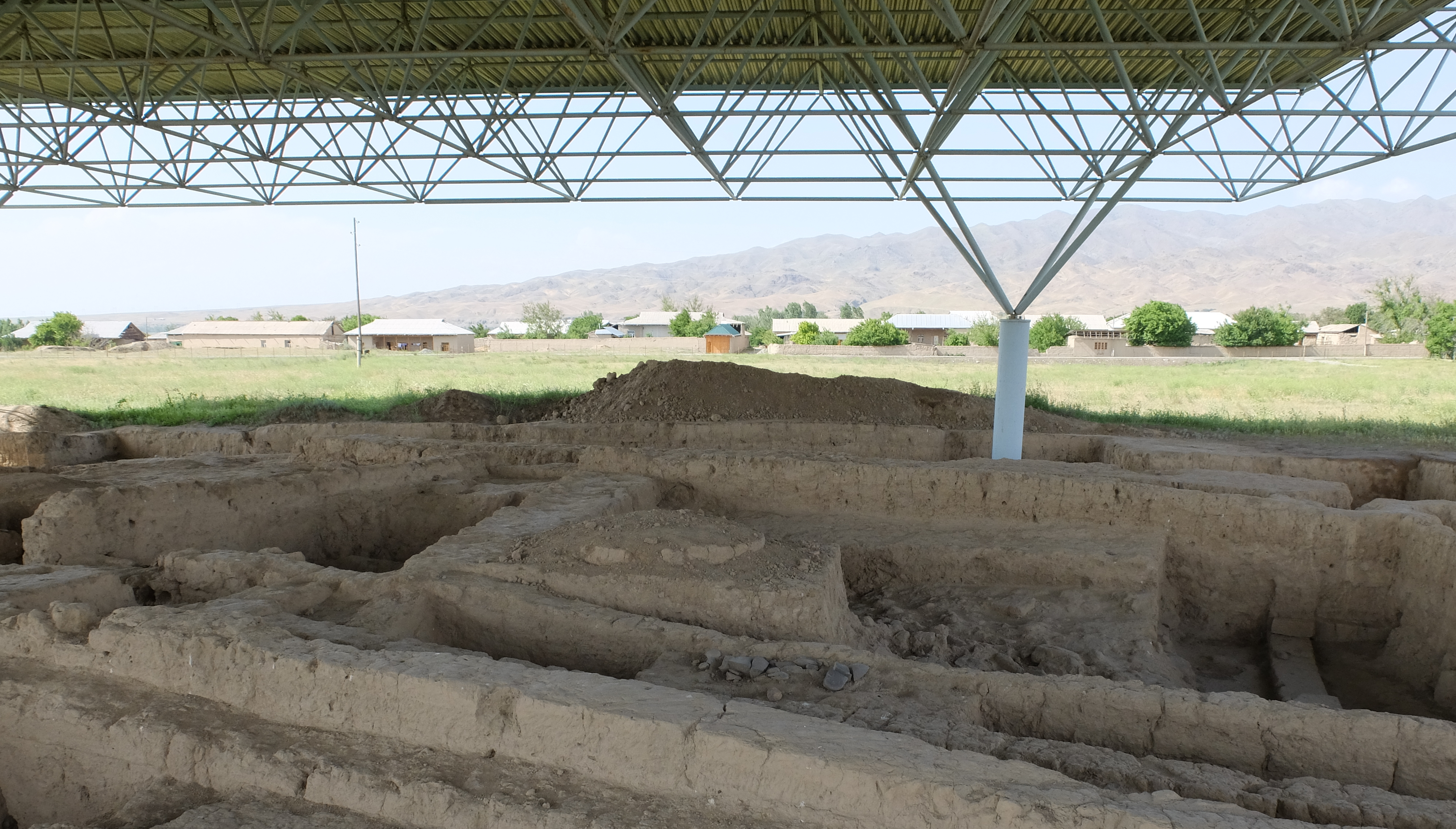
Архитектура сырой земли в Саразме

В 70-е годы XX века, когда велось освоение новых земель для вспашки, по всей республике, многие памятники оказались под угрозой исчезновения. На местоположении неизвестного ещё научному миру древнеземледельческого памятника Саразм также интенсивно шли работы по нивелировке земель. Колхозники и местное население часто находили во время работ антикварные вещи, такие как целые кувшинчики, бронзовые орудия, предметы украшений и пр., однако, в силу своей неосведомлённости, они не сообщали об этом в краеведческие музеи. Только в 1976 году один из жителей села Гурач, ветеран Великой Отечественной войны Ашурали Тайлонов решил рассказать о хранившемся у него в доме более 6 лет бронзовом топоре научному сотруднику Пенджикентской археологической базы  Абдулоджону Исакову. Опытный археолог, А. Исаков, занимавшийся уже несколько лет исследованием многих памятников Пенджикентского района, не теряя времени, сразу организовал разведывательные работы. В следующем году был заложен первый раскоп, где обнаружены строительные остатки, фрагменты гончарной и лепной керамики с росписью, зернотёрки и прочие предметы, относящиеся к эпохи неолита и бронзы. Таким образом, был открыт один из важных памятников эпохи зарождения протогородов на территории Средней Азии.

## Исследования
Под руководством А. Исакова (с 1976 по 1997 гг.) и А. Раззокова (с 1997 по 2017 гг.) на месте поселение Саразм велись стационарные археологические исследования, результаты которых публиковались в ежегодном издании «Археологические работы Таджикистана» и других научных изданиях.
В 1984 году образовалось советско-французская археологическая экспедиция во главе с А. Исаковым и сотрудником Центра археологических исследований Франции Р. Безенвальем. К этому времени по выявленным строительным остаткам и артефактам были установлены следующие периоды существования поселений: конец IV — начало II тыс. до н. э. 
На основе стратиграфии раскопа 2, период существования саразмского поселения был разделен на четыре этапа — Саразм I, II, III, IV, соответствующие периодам II-III (IV?)  Намазга-Тепе.
Совместно с французскими исследователями был заложен новый раскоп 7, где, как и на других участках, были выявлены строительные остатки в трёх периодах. Также совместно с французскими коллегами были проведены разведывательные работы по выявлению полезных ископаемых в верховьях Зарафшана.
Таким образом, на месте поселения Саразм было раскопано более 10 000 м², и на основе артефактов установлено, что он был раннеземледельческим центром эпохи палеометалла (энеолит и ранний бронзовый век). Здесь также развивались: ремесленное производство гончарных изделий, добыча и обработка металлургических руд, изготовление украшений из драгоценных и полудрагоценных самоцветов (добывающиеся в радиусе 100 км). Кроме того стоит заметить, что саразмийцы имели торговые отношения с древними поселениями Южной Туркмении, Ирана, Белуджистана и др., что дало неповторимое своеобразие в становлении архитектурной и производственной культуры.

## Научные вопросы
Несмотря на длительное исследование поселения, до сих пор имеется ряд нерешенных вопросов относительно абсолютной датировки его существования. Также открытым остается вопрос по горизонтальной стратиграфии строительных периодов. Например, исследованные объекты, а их на сегодняшний день 13, расположены на расстоянии от 25 до 150 метров друг от друга. Первоначально рельеф, на котором и образовалось само поселение, имел неравномерную структуру, однако, в отличие от многих других поселений эпохи энеолита и бронзового века, здесь расширение в течение 1 500 лет шло в основном горизонтально. Это позволило установить, что поселение Саразм занимало площадь более 100 гектар, что является нетипично огромным для того времени.

### Роль Саразма в становление «Шёлкового пути»
В это время (IV—III тыс. до н. э.) через Саразм, как считают археологи, проходил Великий лазуритовый путь. Ну а позже, на заре появления первых городов в Азии, протянулся Оловянный путь. Эта дорога затем легла в основу одного из самых известных маршрутов Шёлкового пути из Европы в города древнего Китая и Индии, отмечает таджикский археолог Абдурауф Раззаков.

### Причины гибели Саразма
Жизнь в Саразме замерла примерно три тысячи лет назад. Историки утверждают, что причиной стало изменение природных условий. Не имея навыков бороться с последствиями засухи, люди переселились на террасы близ реки Зеравшан. Так, возник древний Пенджикент, а позже появились и другие первые города древней Согдианы. Саразм же на этом фоне пришёл в упадок.

## Саразму 5500 лет
Постановлением Правительства Республики Таджикистан от 21 сентября 2001 года (под № 391) памятник Саразм как Центр формирования сельскохозяйственной культуры и творчества таджиков был объявлен историко-археологическим заповедником «Саразм».
Стараниями археологов — А. Раззоков, Р. Массов, Р. Безенваль, А.-П. Франкфорт и др. в течение 2000-х годов была обоснована и представлена номинация включения памятника Саразм в список перечня объектов со всемирным значением в организации ЮНЕСКО. В результате в 2010 г. было объявлено о включение Саразма как «центра формирования древнеземледельческой культуры таджикского народа» в список Всемирного Наследия — ЮНЕСКО.